# Liste der Kulturdenkmäler in Dittweiler
In der Liste der Kulturdenkmäler in Dittweiler sind alle Kulturdenkmäler der rheinland-pfälzischen Ortsgemeinde Dittweiler aufgeführt. Grundlage ist die Denkmalliste des Landes Rheinland-Pfalz (Stand: 6. September 2022).

## Einzeldenkmäler
| Bezeichnung    | Lage                                 | Baujahr | Beschreibung                                                                                     | Bild |
| -------------- | ------------------------------------ | ------- | ------------------------------------------------------------------------------------------------ | ---- |
| Kriegerdenkmal | St. Wendeler Straße, bei Nr. 71 Lage | 1936    | Kriegerdenkmal, monumentale Soldatenskulptur, 1936, von August Deubzer, Kaiserslautern           | BW   |
| Hiwwelschmidd  | St. Wendeler Straße, bei Nr. 73 Lage | 1872    | alte Schmiede; eingeschossiger Ziegelbau, 1872, Umbau 1908; mit technischer Ausstattung von 1920 | BW   |